# Abu Musa (Verwaltungsbezirk)
Abu Musa (persisch ابوموسی) ist ein Schahrestan (persisch شهرستان) in der iranischen Provinz Hormozgan. Er enthält die Stadt Abu Musa, welche die Hauptstadt des Verwaltungsbezirks ist. Der Bezirk besteht aus mehreren Inseln an der Straße von Hormus.

## Demografie
Bei der Volkszählung 2016 betrug die Einwohnerzahl des Schahrestan 7.402. Die Alphabetisierung lag bei 92 Prozent der Bevölkerung. Knapp 57 Prozent der Bevölkerung lebten in urbanen Regionen.
| Zensusjahr | Einwohnerzahl |
| ---------- | ------------- |
| 2011       | 5.263         |
| 2016       | 7.402         |